# Nicholas Meregali
Nicholas Meregali (Porto Alegre,  27 de maio de 1994) é um lutador de submissão brasileiro e competidor faixa-preta de Jiu-jitsu brasileiro. Multicampeão mundial, Pan-Americano, Europeu e Brasileiro nas faixas coloridas, Meregali é tricampeão mundial faixa-preta pela IBJJF e bicampeão medalhista no ADCC.

## Início da carreira
Nicholas de Barcellos Meregali nasceu em 27 de maio de 1994, em Santo Antônio, no estado brasileiro do Rio Grande do Sul. Meregali começou a treinar aos 16 anos na academia ACJJ em Santo Antônio da Patrulha. Considerado um dos melhores faixas coloridas do mundo, Meregali venceu todos os Campeonatos de Jiu-Jitsu da IBJJF na faixa roxa; na faixa marrom, conquistou dois títulos mundiais de ouro duplo, totalizando cinco títulos mundiais. Reis o promoveu a faixa-preta após seu título mundial de 2016.

## Carreira como faixa-preta
Em seu primeiro ano como faixa-preta, Meregali venceu o Campeonato Mundial de Jiu-Jitsu de 2017 ao derrotar o favorito da divisão, Leandro Lo, um dos maiores competidores de BJJ de todos os tempos, por 2–0 na final. No ano seguinte, Meregali conquistou a medalha de ouro na divisão Super Pesado do Campeonato Brasileiro de Jiu-Jitsu, finalizando seu oponente pelas costas na final. Em 2019, Meregali venceu novamente o título nacional brasileiro e adicionou o título da classe aberta, alcançando o "ouro duplo". Em 2019, tornou-se campeão mundial novamente na divisão Super Pesado

### 2021
Antes do Campeonato Mundial de 2021, Meregali deixou a Alliance Jiu Jitsu para se juntar ao Dream Art. Após mostrar o dedo médio a um espectador que o provocava, Meregali foi desclassificado do Campeonato Mundial de 2021 na semifinal da categoria Pesadíssimo, antes da desclassificação, ele era considerado favorito para vencer o ouro em sua categoria de peso e na Absoluto.

### 2022
No Campeonato Mundial de Jiu-Jitsu de 2022, Meregali conquistou o título pela terceira vez na Absoluto e prata em sua divisão.
Em entrevistas, ele se descreveu como perfeccionista. Meregali é reconhecido por seu jogo completo, especialmente por sua guarda excepcional, com uso inovador da posição Guarda De La Riva, e estrangulamentos pelas costas.
Meregali passou a competir em competições sem quimono em 2022, estreando contra Arnaldo Maidana no Who's Number One e vencendo por chave de braço. Em preparação para sua primeira tentativa no campeonato mundial da ADCC, Meregali começou a treinar sem quimono na academia New Wave Jiu Jitsu em Austin, Texas, sob o comando do treinador John Danaher. Meregali conquistou uma medalha de bronze na divisão até 99 kg do Campeonato Mundial ADCC 2022, perdendo para Craig Jones na semifinal, e prata no absoluto, derrotando Tye Ruotolo [en] na semifinal antes de perder para  Yuri Simões na final.

### 2023
Uma revanche entre Meregali e Jones foi agendada para fevereiro de 2023 no Who's Number One, mas foi adiada indefinidamente quando Jones não pôde competir devido a outros compromissos. Meregali então retornou às competições com quimono no Campeonato Pan-Americano de Jiu-Jitsu Brasileiro de 2023. Ele conquistou a medalha de ouro nas divisões pesadíssimo e absoluto.
Meregali foi escalado para competir no evento principal do Who's Number One 18 em 18 de maio de 2023, contra Pedro Marinho, na primeira luta com quimono da promoção. Durante a preparação para a luta, Meregali anunciou sua decisão de não mais competir em eventos da IBJJF. Meregali venceu a luta, finalizando Marinho com um triângulo montado.
Meregali foi escalado para competir contra Cyborg Abreu no UFC Fight Pass Invitational 4 em 29 de junho de 2023. Ele venceu a luta por chave de braço na prorrogação EBI.
Meregali competiu no evento principal do Who's Number One 19 contra Kaynan Duarte na quinta luta entre eles em 10 de agosto de 2023. Ele venceu a luta por finalização, com um estrangulamento de braço-triângulo.
Meregali foi convidado a competir no IBJJF Absolute Grand Prix 2023 pelo grande prêmio de US$ 40.000 em 1º de setembro de 2023. Ele derrotou três oponentes e venceu o torneio.
Meregali competiu contra Felipe Pena no co-evento principal do UFC Fight Pass Invitational 5 em 9 de dezembro de 2023. Ele venceu a luta por finalização com um mata-leão.
Meregali venceu o prêmio de 'Lutador Masculino do Ano (com quimono)' no JitsMagazine BJJ Awards 2023.

### 2024
Meregali enfrentou Matheus Diniz em uma superluta no UFC Fight Pass Invitational 6 em 2 de março de 2024. Ele venceu a luta por finalização.
Meregali enfrentou Vagner Rocha no evento principal do Who's Number One 23 em 10 de maio de 2024. Ele venceu a luta por finalização.
Meregali foi convidado a competir na divisão até 99 kg no Campeonato Mundial ADCC 2024. Ele finalizou Marcin Maciulewicz na rodada inicial e foi finalizado por Michael Pixley nas quartas de final, deslocando o ombro no processo, marcando a primeira vez que foi finalizado como faixa-preta. Ele confirmou posteriormente que a lesão exigiu cirurgia e que não poderia competir por pelo menos 5 meses.

## Resumo competitivo de Jiu-Jitsu Brasileiro
Principais Conquistas (Faixa-Preta):
- Campeão Mundial IBJJF (2017 / 2019 / 2022[b])
- Campeão Brasileiro CBJJ (2018 / 2019[c] / 2022[42])
- Vencedor do Grand Prix BJJ Stars (2019)
- Melhor queda no Campeonato Mundial ADCC (2022)[43]
- 2º Lugar Campeonato Mundial IBJJF (2022)
- 2º Lugar Campeonato Mundial ADCC Absoluto (2022)[44]
- 3º Lugar Campeonato Mundial IBJJF (2018[c])
- 3º Lugar Campeonato Pan-Americano IBJJF (2017[b])
- 3º Lugar Campeonato Mundial ADCC -99KG (2022)[45]

Principais Conquistas (Faixas Coloridas):
- Campeão Mundial IBJJF (2016[c] marrom, 2015[c]/2014 roxa)
- Vencedor UAEJJF Abu Dhabi Pro (2016/2015[c] marrom, 2014[c] roxa)
- Campeão Europeu IBJJF (2016[b] marrom, 2014[c] roxa)
- Campeão Pan-Americano IBJJF (2016[c] marrom, 2015/2014[c] roxa)
- Campeão Brasileiro CBJJ (2015/2014[c] roxa, 2013 azul)
- 2º Lugar Brasileiro CBJJ (2013[b] azul)
- 2º Lugar Campeonato Mundial IBJJF (2014[b] roxa)
- 2º Lugar Europeu IBJJF (2016 marrom)
- 3º Lugar Campeonato Mundial IBJJF (2013[c] azul)

## Ver Também
- Tainan Dalpra
- Gabi Pessanha
- Megaton Dias
- Carlos Lemos Júnior
- Carlos Gracie Jr.
- Luiza Monteiro
- Michael Langhi